# Маклейн (Вірджинія)
Маклейн (англ. McLean) — переписна місцевість (CDP) у США, в окрузі Ферфакс штату Вірджинія. Населення — 50 773 особи (2020).

## Географія
Маклейн розташований за координатами 38°56′37″ пн. ш. 77°11′34″ зх. д. / 38.94361° пн. ш. 77.19278° зх. д. (38.943545, -77.192913).  За даними Бюро перепису населення США, в 2010 році переписна місцевість мала площу 64,44 км², з яких 64,20 км² — суходіл та 0,24 км² — водойми.

## Демографія
Згідно з переписом 2010 року, у переписній місцевості мешкало 48 115 осіб у 17 063 домогосподарствах у складі 13 453 родин. Густота населення становила 747 осіб/км².  Було 17756 помешкань (276/км²).
Расовий склад населення:
| - 79,3 % — білих - 14,9 % — азіатів - 1,8 % — чорних або афроамериканців - 0,1 % — корінних американців |

До двох чи більше рас належало 3,0 %. Частка іспаномовних становила 4,9 % від усіх жителів.
За віковим діапазоном населення розподілялося таким чином: 26,9 % — особи молодші 18 років, 56,1 % — особи у віці 18—64 років, 17,0 % — особи у віці 65 років та старші. Медіана віку мешканця становила 45,1 року. На 100 осіб жіночої статі у переписній місцевості припадало 93,1 чоловіків;  на 100 жінок у віці від 18 років та старших — 88,9 чоловіків також старших 18 років.
Середній дохід на одне домашнє господарство  становив 268 997 доларів США (медіана — 186 962), а середній дохід на одну сім'ю — 303 527 доларів (медіана — 212 588). Медіана доходів становила 151 356 доларів для чоловіків та 100 575 доларів для жінок. За межею бідності перебувало 2,5 % осіб, у тому числі 1,1 % дітей у віці до 18 років та 2,6 % осіб у віці 65 років та старших.
Цивільне працевлаштоване населення становило 21 914 особи. Основні галузі зайнятості: науковці, спеціалісти, менеджери — 28,6 %, освіта, охорона здоров'я та соціальна допомога — 17,6 %, публічна адміністрація — 15,9 %.